# Fellini - Sono un gran bugiardo
Fellini - Sono un gran bugiardo (Fellini: Je suis un grand menteur), conosciuto anche col titolo Federico Fellini - Sono un gran bugiardo, è un film documentario del 2002 scritto e diretto da Damian Pettigrew, basato sulle ultime confessioni del regista Premio Oscar Federico Fellini.
Il film è stato candidato nella categoria miglior documentario agli European Film Awards, l'equivalente europeo degli Oscar.

## Trama
La macchina da presa si sofferma su una spiaggia ampia e luminosa, apparentemente in pieno inverno. Non ci sono bagnanti in vista, solo una sfilata di cabine vuote, con un tranquillo paesaggio marino blu in lontananza. La musica malinconica di Nino Rota conferisce a questi panorami una familiarità onirica. Si passa poi dal colore al bianco e nero e a un breve scorcio di 8½, il capolavoro di Fellini del 1963, in cui una prostituta, La Saraghina, si prepara a suonare la sua rumba sulla spiaggia per un gruppo di scolari in fuga. È la stessa spiaggia su cui avevamo appena fissato lo sguardo, ma spogliata di 40 anni di sviluppo successivo e resa mitica dagli occhi del Maestro.
Da questo punto di partenza, Pettigrew accosta filmati d'archivio e nuove interviste ai collaboratori di Fellini, intervallati da estratti di film classici e dai frutti delle sue attuali visite ai luoghi infestati dove sono nati I vitelloni (1953), Le notti di Cabiria (1957), La Dolce Vita (1960), Satyricon (1969) e altre meraviglie del cinema. L'obiettivo è quello di fondere questi ingredienti a livello tematico, in modo da illuminare meglio la coscienza e le filosofie di Fellini. «Sono un bugiardo nato», ci dice. « Per me le cose più vere sono quelle che ho inventato ». In qualche modo, l'abitudine di Fellini di ammettere onestamente la falsità viene presentata e messa alla prova come la chiave della sua arte e persino della sua spiritualità.
Alcune contraddizioni nei racconti di Fellini su se stesso sono semplicemente divertenti. « Amo gli attori », dice. Donald Sutherland, protagonista de Il Casanova di Federico Fellini (1976), non è d'accordo e sostiene che « nei suoi rapporti con gli attori, Federico era orribile, un marpione, un tiranno ». Ma l'attore sta per sorridere quando offre una prospettiva che approfondisce l'argomento del film: « Fellini è costantemente minacciato dalla sua stessa superficialità, ed è costantemente in fuga, nello stesso senso di Orson Welles. Orson Welles ha creato una menzogna su di sé che in realtà era la verità, ma sapeva che era una menzogna creata da lui - e una volta che tutti ci hanno creduto, l'ha trovata insopportabile ».
La giovinezza del regista e la collaborazione con la moglie attrice Giulietta Masina, che durò tutta la vita, sono rievocate attraverso una combinazione di interviste (in particolare con l'amico d'infanzia di Fellini, Titta Benzi) ed estratti da 8½ e Giulietta degli spiriti. Visitiamo i set più teatrali e assaggiamo le scene meno formali che caratterizzano il lavoro successivo di Fellini. « Fingere, fingere continuamente! », dice Fellini mentre osserviamo in dettaglio i suoi paesaggi marini abilmente fabbricati, palesemente finti, costruiti in studio. Il contrasto tra queste scene e le riflessioni del Maestro sui suoi film successivi sottolinea la sua convinzione che il suo sviluppo artistico fosse un processo inevitabile e continuo.
Il film si conclude con un cerchio completo sul paesaggio marino in cui era iniziato, solo che ora il residuo di una traccia di telecamera abbandonata è puntato direttamente sul mare vero e proprio. In linea con l'arte sfuggente del maestro, l'immagine è un deliberato paradosso.